# Corpus (Misiones)
Corpus é uma cidade argentina da província de Misiones.
O município conta com uma população de 3.384 habitantes, segundo o Censo do ano 2001 (INDEC).

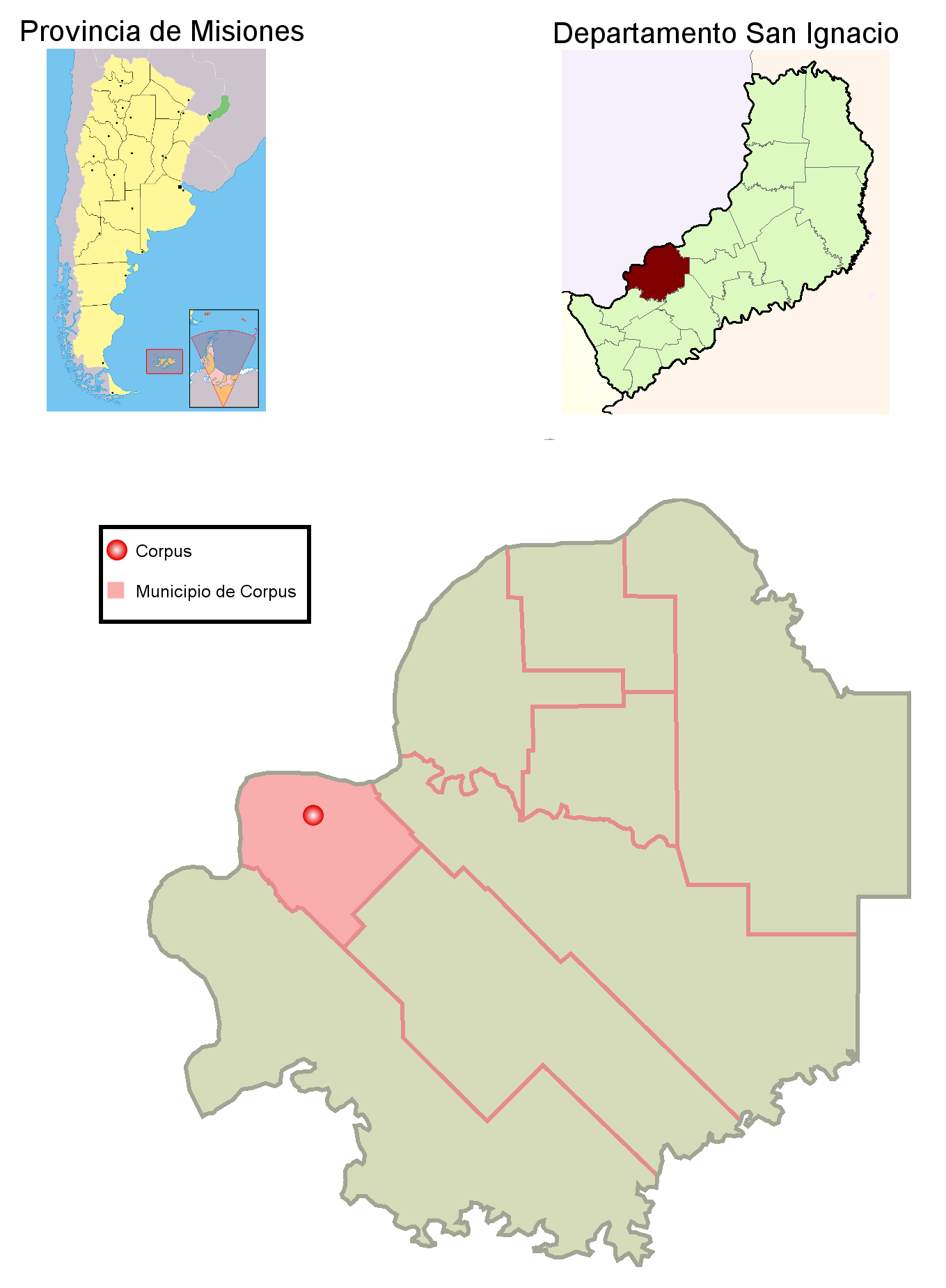
Corpus
mapa de localização